# Flaga Natalu

Flaga Kolonii Natalu

Flaga Republiki Natalu (Natalii) była używana w krótkim okresie istnienia państwa Natal w latach 1839–1843. 
Trójbarwna flaga składała się z białego trójkąta równoramiennego wewnątrz, oraz czerwonego i niebieskiego trójkąta prostokątnego w górnej i dolnej części flagi odpowiadającemu wielkością 1:2 w stosunku do trójkąta białego. Flaga bazowała na flagach użytych w republikach Swellendam i Graaff Reinet w 1795 roku, które z kolei zostały oparte na fladze holenderskiej.
Po ustanowieniu kolonii Natalu jej flagą stała się flaga Wielkiej Brytanii.
Flagę dawnej republiki przywrócono jako flagę Prowincji Natalu.